# Ferrosan
A Ferrosan é uma companhia farmacêutica dinamarquesa fundada em 1920 em Copenhague. 

## Atuação
Está presente em mais de 70 países e conta com aproximadamente 500 funcionários. Tem escritórios de representação na Europa Central, Leste Europeu, América Latina, Ásia-Pacífico e E.E.U.U. 
A fábrica na Dinamarca tem GMP (Good Manufacture Practices) e seus produtos são todos aprovados pelo FDA (Food and Drug Administration).
Hoje opera em 4 diferentes unidades de negócios:
- Consumer Health
- Nordic Sales Group (NSG)
- Medical Devices
- Imedeen

A marca Imedeen é a principal marca do portfólio da companhia. Em 1991, o Imedeen na versão Classic foi lançado na Suécia pela Hälsoprodukter/Scan-Vita e em 1993 a Ferrosan adquiriu a Scan-Vita e a patente do Imedeen. Existem quatro versões para o Imedeen e todas estão fundamentadas no conceito de tratar a pele de dentro para fora. 